# 南迦帕尔巴特峰

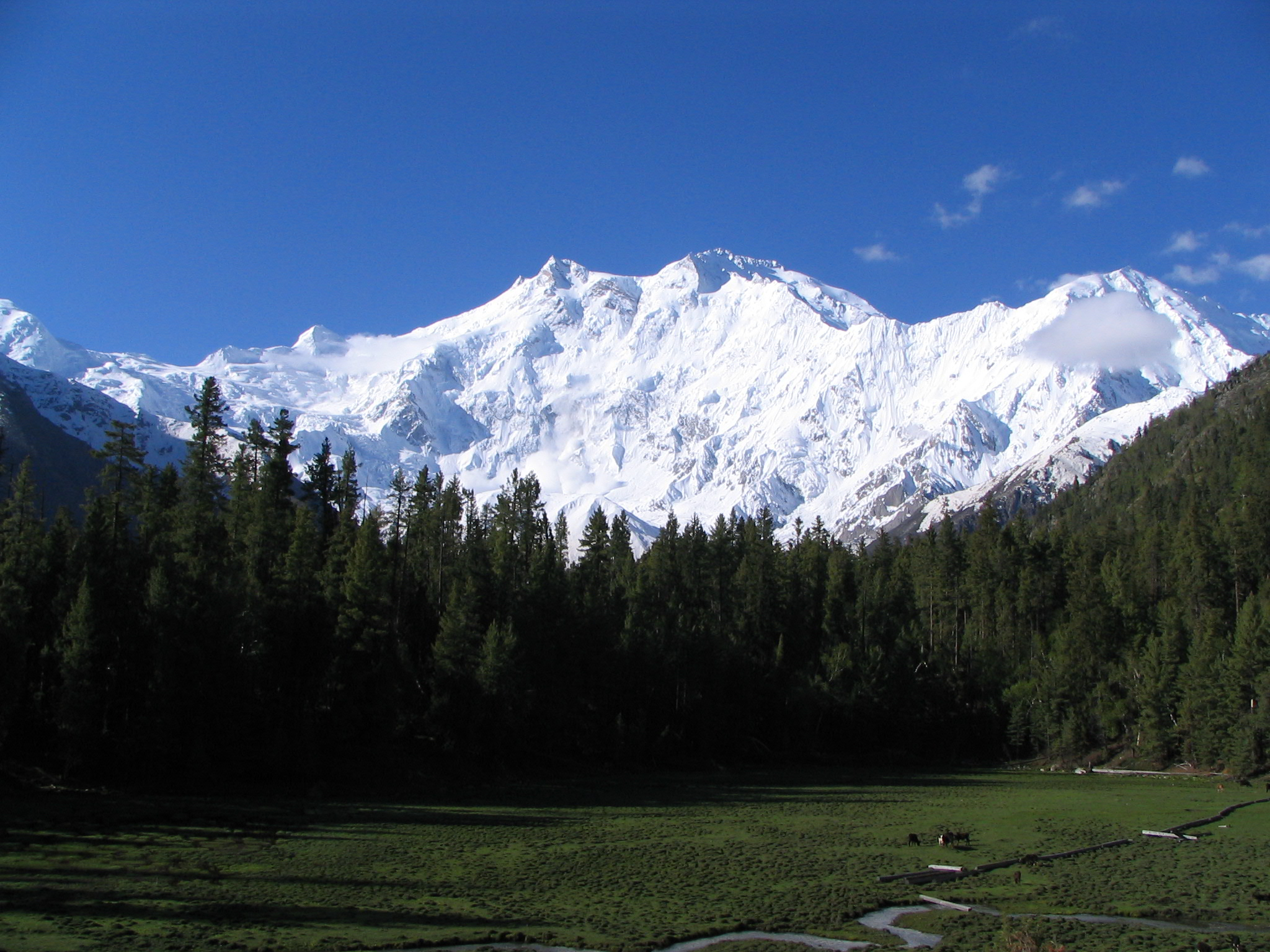

南迦帕尔巴特峰（羅馬化：Nāngā Parbat [naːŋɡaː pərbət̪]）位于喜马拉雅山脉西段巴控克什米尔地区，海拔8,126公尺，是世界第九高峰。
Nanga Parbat在烏爾都語中是「裸體之山」的意思，這是因為它附近沒有能與它比擬的高山存在。此外nanga（नग्न）一詞在梵文中同樣也表示「裸體」的意思。
南方的魯泊爾岩壁標高差為世界最大，達4,800公尺；此外西邊的迪亞米爾岩壁同樣著名的難以攀爬，此山因為發生了許多次慘重的山難而被稱之為「悲劇之山」、「惡魔之山」、「殺人峰」。

## 攀登歷史
1937年，德國登山隊的紮營地發生雪崩，16名登山者死亡。
1939年，由於第二次世界大戰之故，滯留於印度的德國登山隊被英軍捕捉。之後包含海因里希·哈勒的一部分隊員自收容所逃脫，躲藏於西藏直到戰爭結束為止。
1953年，赫爾曼．布爾以單獨與不戴氧氣罩的方式成功首次登頂，於山頂上留下冰鎬。
1970年，萊茵霍爾德·梅斯納爾與肯特‧梅斯納爾兄弟成功由魯泊爾岩壁首次登頂；於下山時，肯特被捲入雪崩中死亡。
2013年6月23日，在巴基斯坦攀登南迦帕尔巴特峰的登山者遭武装人员袭击，两名中国人（杨春风、饶剑峰）、一名美籍华人刘洪路（音译）、五名乌克兰人和一名俄罗斯人遇难身亡，另有一名中国公民张京川获救。之后，巴基斯坦塔利班宣称对此次事件负责，旨在报复2013年5月塔利班头目大毛拉瓦利·拉赫曼遭美军无人机袭击身亡。